# شارل جاكوب ستاين
شارل جاكوب ستاين (بالإنجليزية:Charles Jacob Stine) (مواليد 19 أغسطس 1864 - وفيات 5 يناير 1934). ممثل ومخرج سينمائي أمريكي في عصر السينما الصامتة . ولد تشارلز جاكوب ستاين في 19 أغسطس 1864 في فريبورت، إلينوي. بعد مرحلة مهنية طويلة ابتداء من عام 1878، بدأ ستاين تعمل مع استوديوهات إساني في شيكاغو في عام 1913. توفي ستاين في 5 يناير 1934 في بأي شور، لونغ آيلاند، نيويورك.

## روابط خارجية
- شارل جاكوب ستاين على موقع IMDb (الإنجليزية)
- شارل جاكوب ستاين على موقع أول موفي (الإنجليزية)
- شارل جاكوب ستاين على موقع قاعدة بيانات الأفلام السويدية (السويدية)
- شارل جاكوب ستاين على موقع قاعدة بيانات الفيلم (الإنجليزية)
- شارل جاكوب ستاين على موقع كينوبويسك (الروسية)